# Helena Ceysingerówna
Helena Ceysingerówna, född 1869, död 1950, var en polsk feminist. 
Hon var en av grundarna av Liga Kobiet Polskich 1913.  